# Combat avec l'ange
Pour les articles homonymes, voir Combat avec l'ange (homonymie).
Combat avec l'ange est un roman de Jean Giraudoux publié en 1934 aux éditions Grasset.

## Éditions
- Combat avec l'ange, éditions Grasset, 1934